# Shayne Bennett
Shayne Anthony Bennett (né le 10 avril 1972 à Adélaïde, Australie) est un lanceur droitier de baseball ayant joué dans les Ligues majeures avec les Expos de Montréal de 1997 à 1999. Il a également participé aux Jeux olympiques de Sydney.

## Carrière
Shayne Bennett est drafté par les Red Sox de Boston au 25e tour de sélection en 1993. Il amorce sa carrière nord-américaine dans les ligues mineures avec les clubs-école des Red Sox avant qu'une transaction ne l'envoie chez les Expos de Montréal le 10 janvier 1996. Boston échange alors Bennett, Rhéal Cormier et Ryan McGuire aux Expos en retour de Wil Cordero et Bryan Eversgerd.
Bennett fait ses débuts dans le baseball majeur le 22 août 1997 avec Montréal. Il devient le septième joueur de baseball né en Australie à disputer un match de la Ligue majeure et le premier Australien à porter les couleurs des Expos. Il maintient sa moyenne de points mérités à 3,18 en 16 sorties comme releveur et 22 manches et deux tiers lancées en 1997. Le 2 mai 1998, il remporte aux dépens des Diamondbacks de l'Arizona sa première victoire dans le baseball majeur et enregistre le 30 juillet suivant son premier sauvetage dans un triomphe des Expos sur les Giants de San Francisco. Largement utilisé par la formation montréalaise au cours de la saison 1998, il compte 91 manches et deux tiers lancées en 62 sorties en relève. Il complète l'année avec 5 gains, 5 revers, un sauvetage et une moyenne de points mérités de 5,50. Il joue ses cinq dernières parties en Ligue majeure avec Montréal en 1999 dont un dernier match le 15 août alors qu'il est lanceur partant pour la seule fois de sa carrière nord-américaine.
Shayne Bennett a disputé 83 parties dans le baseball majeur, toutes avec les Expos de Montréal. Il a remporté cinq victoires contre sept défaites avec un sauvetage, 71 retraits sur des prises, et une moyenne de points mérités de 5,87 en 125 manches et deux tiers lancées.
En 2000, il participe aux Jeux olympiques de Sydney comme membre de l'équipe de baseball d'Australie. La sélection australienne prend le septième rang du tournoi olympique.